# Hugo Herrnhof
Hugo Herrnhof (ur. 21 września 1964 w Bolzano) – włoski łyżwiarz szybki specjalizujący się w short tracku, złoty medalista olimpijski z Lillehammer.
Brał udział w igrzyskach w Calgary i zdobył srebrny medal, jednak w 1988 short track był jedynie dyscypliną pokazową. Oficjalny debiut zaliczył w 1992 i w Albertville wystartował w obu rozgrywanych konkurencjach: indywidualnym biegu na dystansie 1000 metrów (12. miejsce) i w sztafecie (8. miejsce). W 1994 Włosi zostali mistrzami olimpijskimi w sztafecie.